# Ingar Dragset
Ingar Dragset (født 17. juli 1969 i Trondheim, Norge) er en norsk billedkunstner, der arbejder med såvel skulptur og objekt samt installation og performance. 
Sammen med den danske billedkunstner Michael Elmgreen etablerede han i 1995 kunstnerduoen Elmgreen & Dragset, som efterfølgende har haft en omfangsrig international karriere med såvel land art-installationer som udstillinger ved blandt andet Tate Modern i London og Venedig Biennalen samt Louisiana og Statens Museum for Kunst i Danmark.
Ingar Dragset blev sammen med Michael Elmgreen tildelt Eckersberg Medaillen i 2012 for deres radikale storskalaværker, der relaterer sig til forholdet mellem kunst, arkitektur og design.